# Pescatoria lawrenceana
Pescatoria lawrenceana är en orkidéart som först beskrevs av Heinrich Gustav Reichenbach, och fick sitt nu gällande namn av Robert Louis Dressler. Pescatoria lawrenceana ingår i släktet Pescatoria och familjen orkidéer. Inga underarter finns listade i Catalogue of Life.

## Bildgalleri

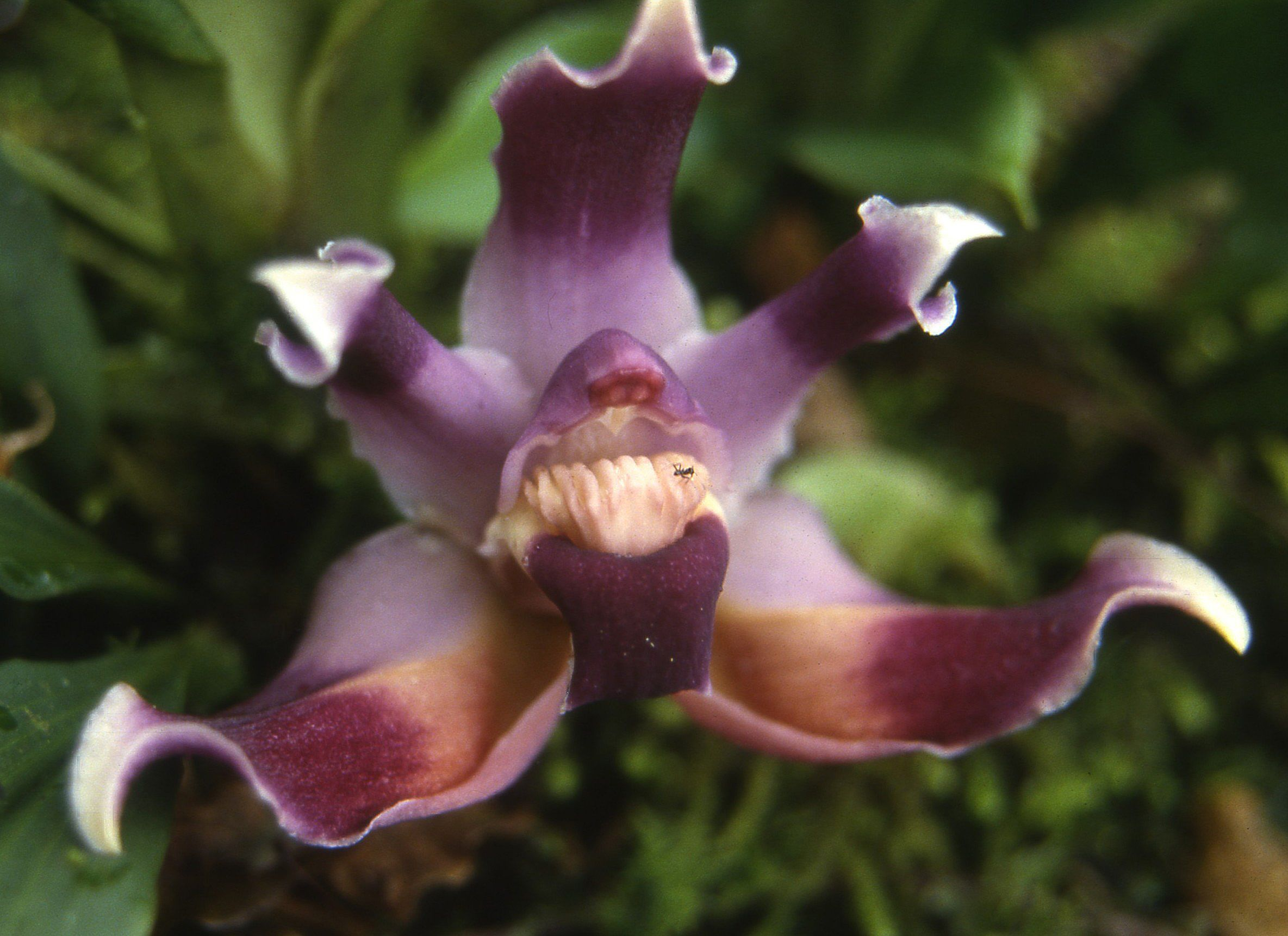
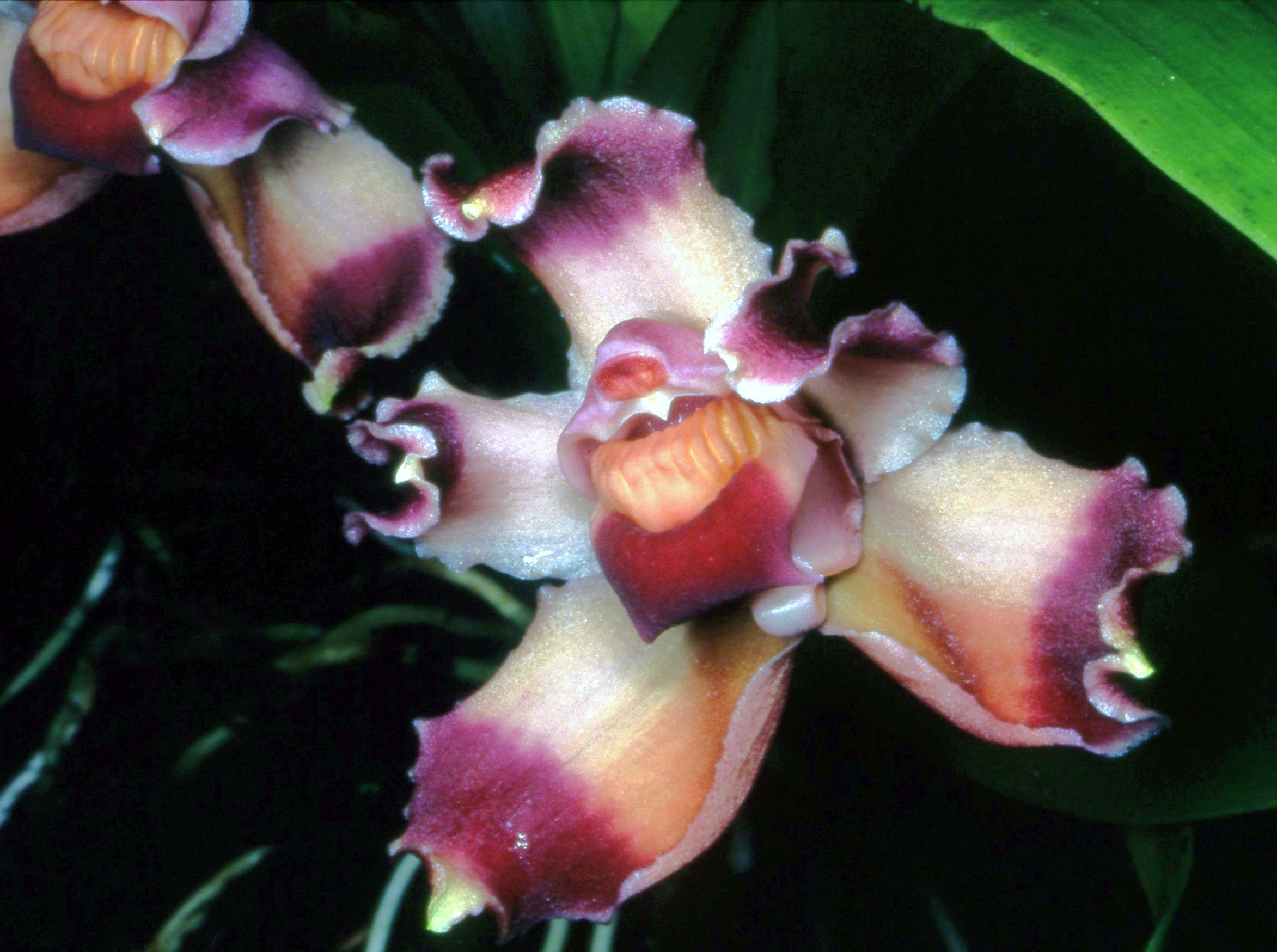
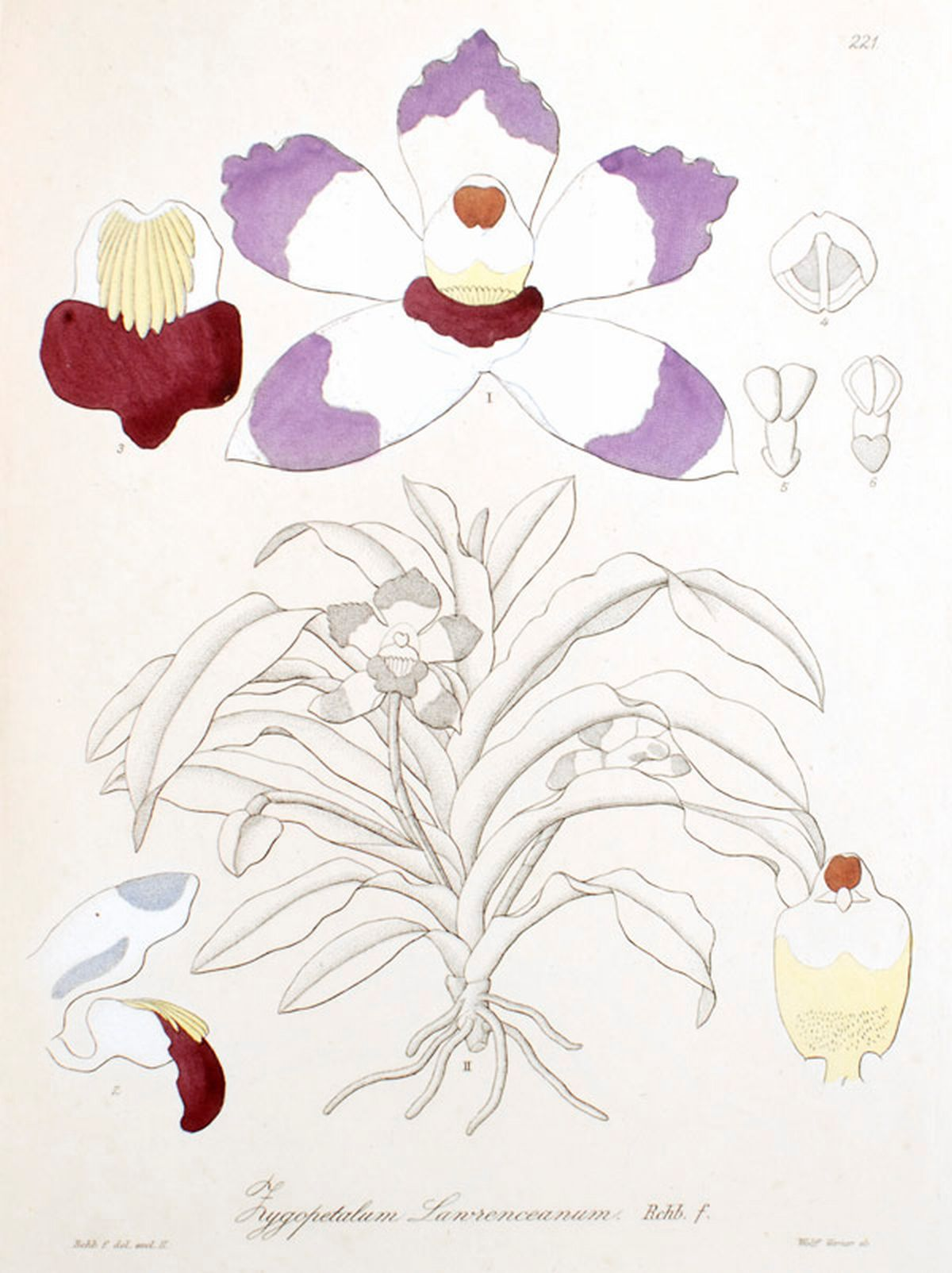